# Toyota Tercel

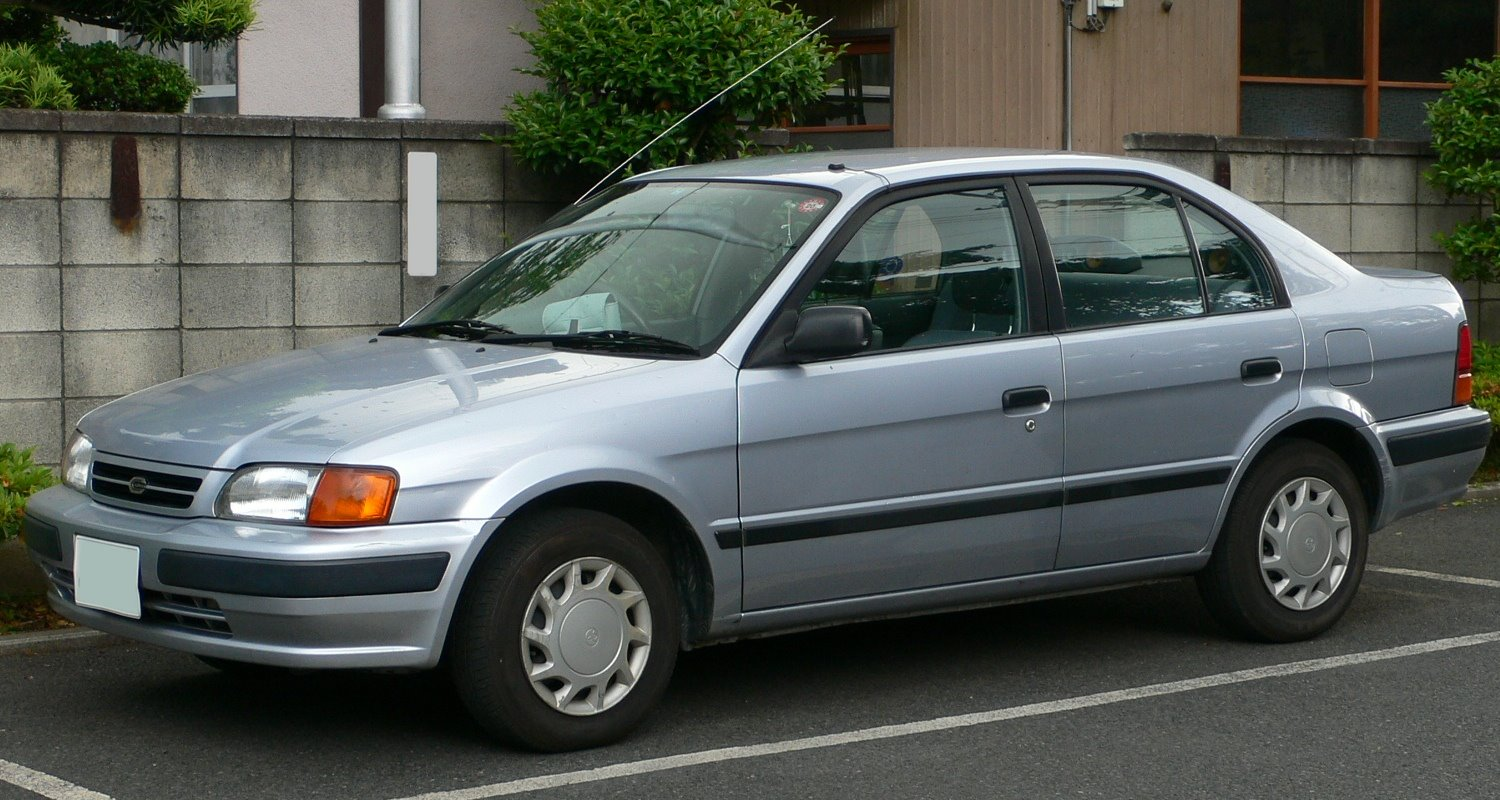
Toyota Tercel (L50)

Toyota Tercel — компактний автомобіль, що вироблявся японською компанією Toyota в 1978-2003 роках. Модель налічує п'ять поколінь і п'ять типів кузова розміром між Corolla і Starlet. Поряд з Cynos і Starlet є варіантом платформи, що вироблялася на заводі Takaoka в місті Тойота (Японія). Tercel продавався як Corolla II в японських автомобільних салонах Toyota Corolla, але в 2000 році був замінений на Toyota Platz. Також він був відомий як Toyota Corsa (яп.ト ヨ タ · コ ル サ) і продавався в японських салонах Toyopet. Починаючи з другого покоління, дилерська мережа Tercel була змінена на Toyota Vista.
Tercel став першим автомобілем з переднім приводом виробленим Toyota, розроблені компоновка і рама якого використовувалися в популярних моделях Toyota. Наприклад, рама Toyota Corolla E80 схожа з рамою AL20 Tercel. Крім того, Toyota розробила новий двигун серії E спеціально для Tercel, намагаючись поєднати хорошу продуктивність, економію палива і низький рівень викидів вихлопних газів. Типи вироблених кузовів поповнилися чотирьох-дверним седаном. Збірка модельного ряду Tercel проводилася на заводах Takaoka в місті Тойота (Айті) і Hino Motors - Хамура (Токіо). На останньому випускали деякі двохдверні й тридверні моделі третього покоління в період з 1987 по 1990 рік.

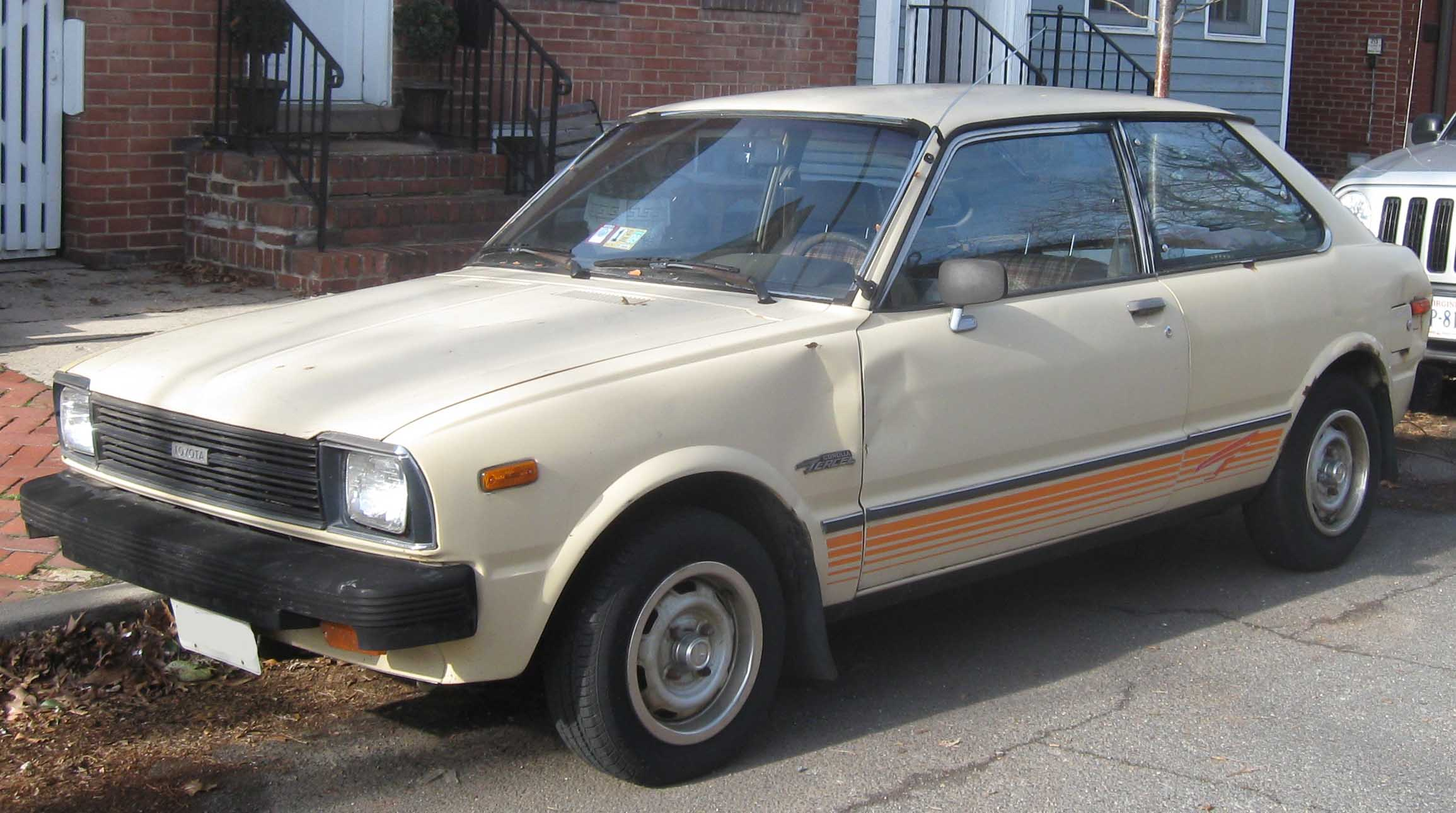
Перше покоління (L10; 1978–1982)
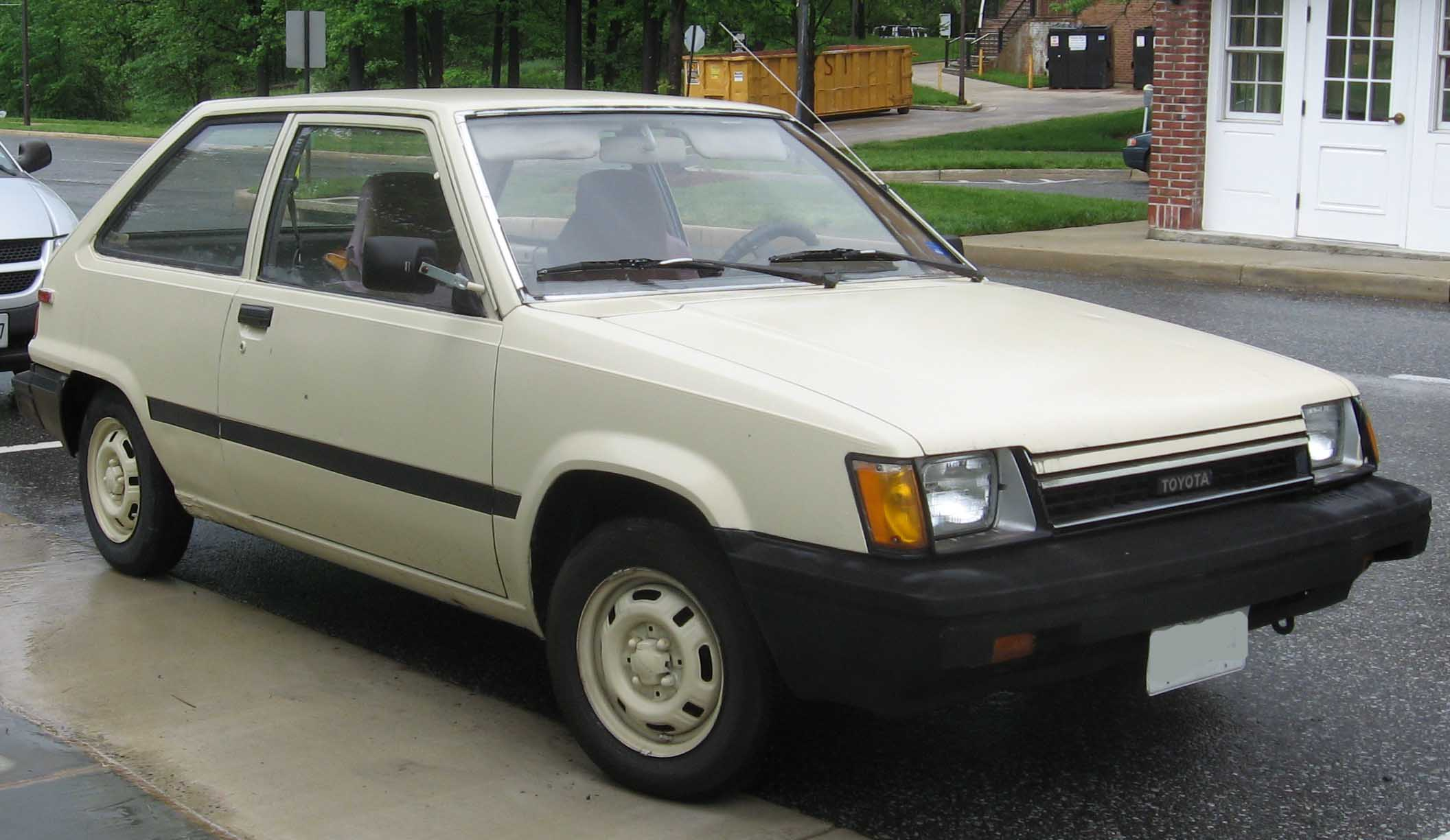
Друге покоління (L20; 1982–1986)
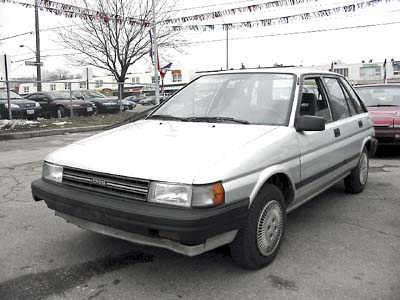
Третє покоління (L30; 1986–1990)

## Четверте покоління

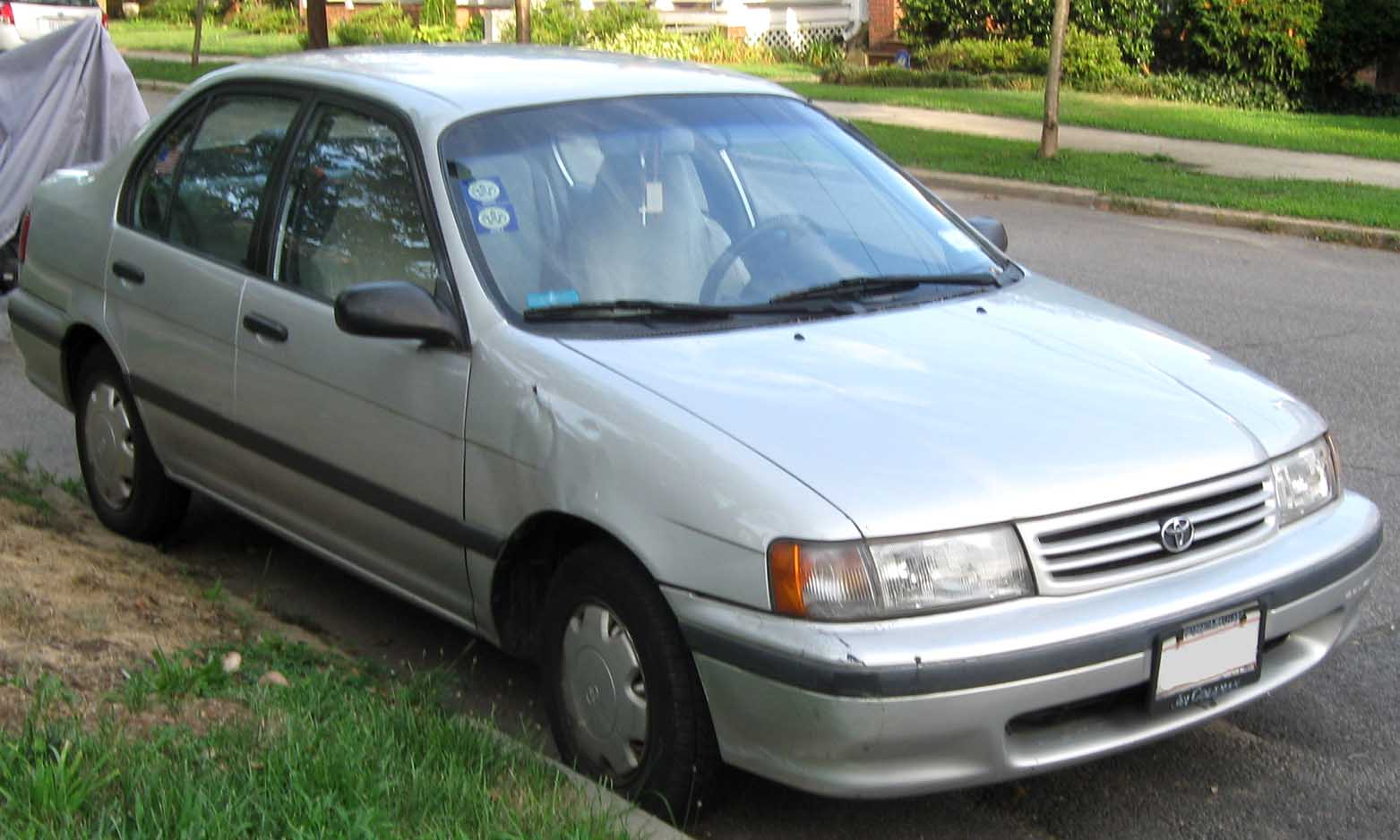
Четверте покоління (L40; 1990–1994)

Четверте покоління Tercel було представлено у вересні 1990 року. Модель була представлена в кузові трьохдверний хетчбек і двох або чотиридверний седан. На північноамериканському ринку продавалися автомобілі з 1,5 л 3E-E двигуном потужністю 82 к.с. (61 кВт) або 1,5 л 5E-FE 16 клапанним двигуном потужністю 110 к.с. (82 кВт). Кузов хетчбек не був доступний в Північній Америці, в той час як з двома дверима седан продавався тільки в США і Канаді. А на ринку Чилі була представлена версія «Corolla Tercel» в кузові чотиридверний седан, яка оснащувалася 1,3-літровим 12-клапанним двигуном SOHC, потужністю 78 к.с. (58 кВт).

### Двигуни
- 1.5 L 3E-E I4
- 1.5 L 5E-FE I4

## П'яте покоління

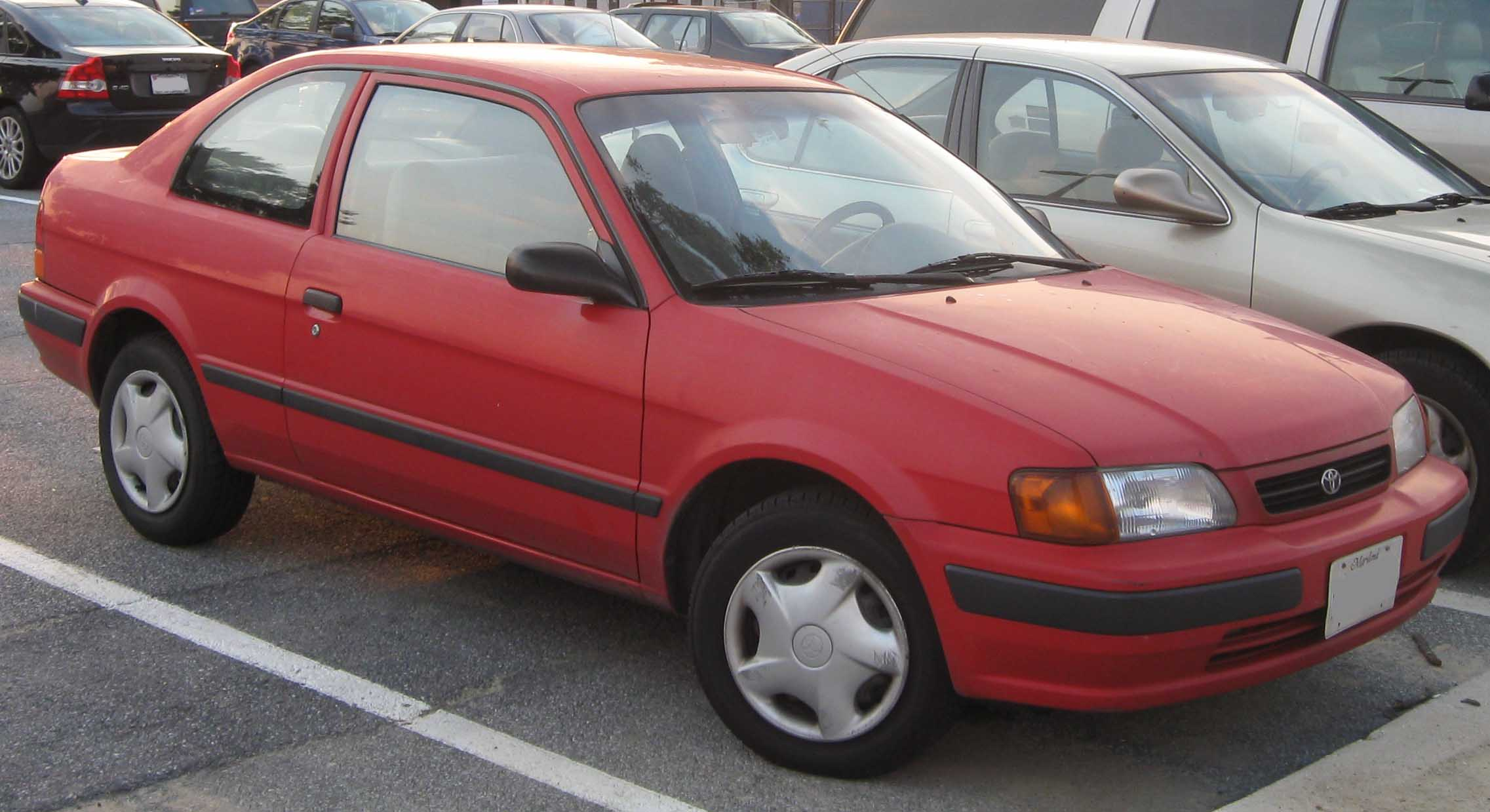
П'яте покоління (L50; 1994–2003)

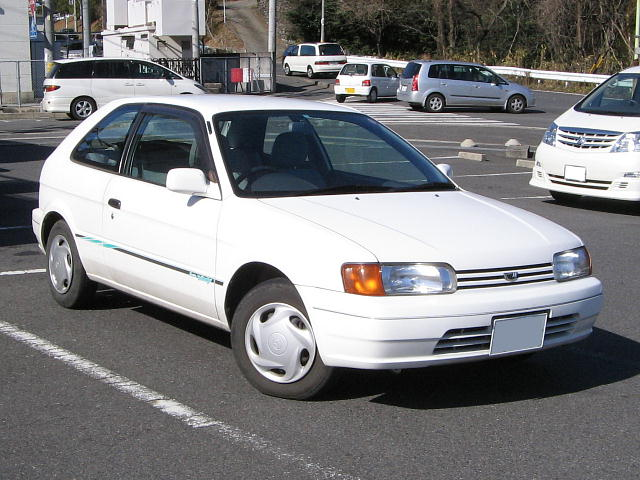
Toyota Corolla II

П'яте покоління Toyota Tercel зійшло з конвеєра вересні 1994 року. Це була абсолютно нова модель. У автомобіля була зроблена поліпшена обробка кузова і був одним з небагатьох автомобілів в США, які мали систему OBD-II в 1995. Цей автомобіль був представлений в декількох типах кузова - двудверноє купе, трьохдверний хетчбек і седан. У Таїланді автомобіль проводився аж до 2003 року під назвою Toyota Soluna.

### Двигуни
- 1.3 L 2E I4
- 1.3 L 4E-FE I4
- 1.5 L 5E-FE I4
- 1.5 L 1N-T I4 (turbo diesel)